# Vitamin X
A Vitamin X egy holland hardcore punk együttes.

## Története
1996-ban, más források szerint 1997-ben alakultak Amszterdamban. Zenéjük a hardcore punk és a thrash metal egyvelege. Jellemző a gitárszólók használata is. Több lemezkiadó is kiadta albumaikat. Eddig hat nagylemezt jelentettek meg. A zenekar több fesztiválon is játszott, kezdve a cseh Obscene Extreme Festivaltól a Hellfesten át egészen a Maryland Deathfest-ig.
2018-ban feliratkoztak a Southern Lord Records-hoz, és az új nagylemezüket már ők jelentették meg, ellentétben a korábbi lemezekkel, amelyet a "Havoc Records" és a "Tankcrimes" kiadók dobtak piacra.

## Tagok
- Marko Korac - ének
- Marc Emmerik - gitár
- Alex Koutsman - basszusgitár
- Danny - dob

## Korábbi tagok
- Wimmy "Zero" Koster - dob
- Paolo G. - dob
- Boka - dob
- Johan X - dob
- Wolfi - dob
- Eric "Sunk" Ankersmit - gitár

## Diszkográfia
Stúdióalbumok
- See Through Their Lies (2000)
- Down the Drain (2002)
- Bad Trip (2004)
- Full Scale Assault (2008)
- About to Crack (2012)
- Age of Paranoia (2018)